# Tortricidiosis
Tortricidiosis es un género de polillas de la familia Tortricidae, y no asignada a ninguna subfamilia o tribu.

## Especies
- Tortricidiosis inclusa Skalski, 1973